# Sospita satraps
Sospita satraps är en fjärilsart som beskrevs av Grose-smith 1894. Sospita satraps ingår i släktet Sospita och familjen juvelvingar. Inga underarter finns listade i Catalogue of Life.